# Jacques Grétillat
Pour les articles homonymes, voir Grétillat.
Jacques Marie Gaëtan Grétillat est un acteur, réalisateur, scénariste et chanteur français, né à Vitry-sur-Seine (Val-de-Marne), le 26 août 1885 et mort à Paris dans le 8e le 19 décembre 1950.
Il repose au cimetière des Batignolles, dans la 6e division.

## Biographie
Il a épousé le 1er juillet 1912 la comédienne Blanche Barat (1885-1972).

## Filmographie
- 1908 : Hamlet d'Henri Desfontaines : Hamlet
- 1908 : Louis XIV, Roi Soleil de Georges Denola
- 1908 : L'Homme aux gants blancs d'Albert Capellani
- 1908 : Marie Stuart d'Albert Capellani
- 1908 : Un monsieur qui suit les dames de Georges Monca
- 1909 : La Fin de Lincoln de Camille de Morlhon
- 1909 : L'Assommoir d'Albert Capellani : Lantier
- 1909 : La Main verte - réalisation anonyme -
- 1910 : Cyrano et d'Assoucy d'Albert Capellani
- 1910 : Francesca di Rimini d'Albert Capellani
- 1910 : Sous la terreur d'Albert Capellani
- 1910 : Un épisode de 1812 de Camille de Morlhon et Ferdinand Zecca
- 1911 : Les Deux Chemins (ou Les Deux Sœurs) d'Albert Capellani
- 1911 : Le Roman de la momie de Henri Desfontaines
- 1911 : Un clair de lune sous Richelieu d'Albert Capellani
- 1911 : Le Rideau noir d'Albert Capellani
- 1912 : L'Ambitieuse de Camille de Morlhon - François de Gratien
- 1912 : Antar - réalisation anonyme -
- 1912 : La Fin de Robespierre d'Albert Capellani
- 1912 : Le Lys dans la mansarde de René Leprince et Georges Monca
- 1912 : Un tragique amour de Mona Lisa d'Albert Capellani - Léonard de Vinci
- 1913 : La Carabine de la mort d'Henri Desfontaines et Paul Garbagni
- 1913 : Shylock ou le marchand de Venise de Henri Desfontaines et Louis Mercanton
- 1914 : L'Oiseau de proie - réalisation anonyme -
- 1915 : Les Frères corses d'André Antoine
- 1915 : Le Traquenard - réalisation anonyme -
- 1916 : Chouchou de Henri Desfontaines
- 1916 : La Forêt qui écoute d'Henri Desfontaines
- 1916 : Les Sœurs ennemies de Germaine Dulac
- 1917 : Le Coupable d'André Antoine - Prosper Aubry
- 1917 : Géo, le mystérieux de Germaine Dulac - Géo
- 1917 : La Proie de Georges Monca - Marc de Ricardo
- 1917 : 48, avenue de l'Opéra de Georges Denola et Dominique Bernard-Deschamps - Jean Daumas
- 1918 : Déchéance de Michel Zévaco
- 1918 : Frères de Maurice Rémon - "Il est seulement l'adaptateur"
- 1918 : La Marâtre de Jacques Grétillat - "Seulement la réalisation et l'adaptation"
- 1918 : Médard est rentré saoul de Jacques Grétillat - "Seulement le réalisateur"
- 1918 : Un client sérieux de Jacques Grétillat - "Seulement la réalisation et l'adaptation"
- 1919 : Corruption de Jacques Grétillat - "Seulement le réalisateur"
- 1919 : La Double Existence du docteur Morart de Jacques Grétillat - le docteur Morart - Il est également l'adaptateur -
- 1919 : L'Effroyable doute de Jacques Grétillat
- 1919 : Maman Colibri de Jacques Grétillat - "Il est également le scénariste" -
- 1919 : Papa bon cœur de Jacques Grétillat - "Il est seulement le réalisateur"
- 1919 : Quarante H.P de Jacques Grétillat - le comte de Clain - Il est également le scénariste et adaptateur -
- 1921 : Le Père Goriot de Jacques de Baroncelli : Jean-Joachim Goriot
- 1922 : La Fille des chiffonniers d'Henri Desfontaines - (tourné en deux époques) - Dartès
- 1922 : Néro de J. Gordon Edwards - Néro

- 1930 : David Golder de Julien Duvivier - Marcus
- 1931 : Pas sur la bouche de Nicolas Rimsky et Nicolas Evreinoff - le mari de Gilberte
- 1932 : Danton d'André Roubaud - Danton
- 1933 : La Robe rouge de Jean de Marguenat - Mouzon
- 1934 : La Flambée de Jean de Marguenat
- 1934 : La porteuse de pain de René Sti - Garaud
- 1935 : Adémaï au Moyen Âge de Jean de Marguenat - le connétable
- 1935 : Bourrasque de Pierre Billon - le chef arabe Belkacem
- 1936 : L'Empreinte rouge de Maurice de Canonge - Suriano
- 1936 : L'Homme du jour de Julien Duvivier
- 1937 : Gribouille de Marc Allégret - l'avocat de la défense
- 1937 : À minuit, le 7 de Maurice de Canonge - le juge d'instruction
- 1937 : Si tu reviens de Jacques Daniel-Norman
- 1938 : Café de Paris de Yves Mirande et Georges Lacombe - Lambert
- 1938 : Gosse de riche de Maurice de Canonge - Gonfaron
- 1938 : Le Joueur d'échecs de Jean Dréville - le prince Potemkine
- 1939 : Entente cordiale de Marcel L'Herbier - le député Roussel
- 1939 : Face au destin de Henri Fescourt - le chargé d'affaires
- 1939 : Les Trois Tambours de Maurice de Canonge - le représentant du peuple
- 1941 : Les Inconnus dans la maison de Henri Decoin - le président des assises
- 1942 : Coup de feu dans la nuit de Robert Péguy - monsieur du Coudray
- 1943 : Coup de tête de René Le Hénaff - le valet de pied
- 1943 : Les Roquevillard de Jean Dréville - Porterieux
- 1945 : Paméla, de Pierre de Hérain - Le Villeheurnois
- 1947 : Quai des Orfèvres d'Henri-Georges Clouzot - Auguste, de l'agence artistique

## Théâtre
- 1908 : Ramuntcho de Pierre Loti, mise en scène André Antoine, Théâtre de l'Odéon
- 1909 : Beethoven de René Fauchois, mise en scène André Antoine, Théâtre de l'Odéon
- 1911 : Rivoli de René Fauchois, Théâtre de l'Odéon
- 1912 : La Foi d'Eugène Brieux, Théâtre de l'Odéon
- 1912 : Troïlus et Cressida de William Shakespeare, Théâtre de l'Odéon
- 1913 : Rachel de Gustave Grillet, Théâtre de l'Odéon
- 1913 : La Rue du Sentier de Pierre Decourcelle et André Maurel, Théâtre de l'Odéon
- 1922 : Judith de Henry Bernstein, mise en scène André Antoine, Théâtre du Gymnase
- 1923 : Le Phénix de Maurice Rostand, Théâtre de la Porte-Saint-Martin

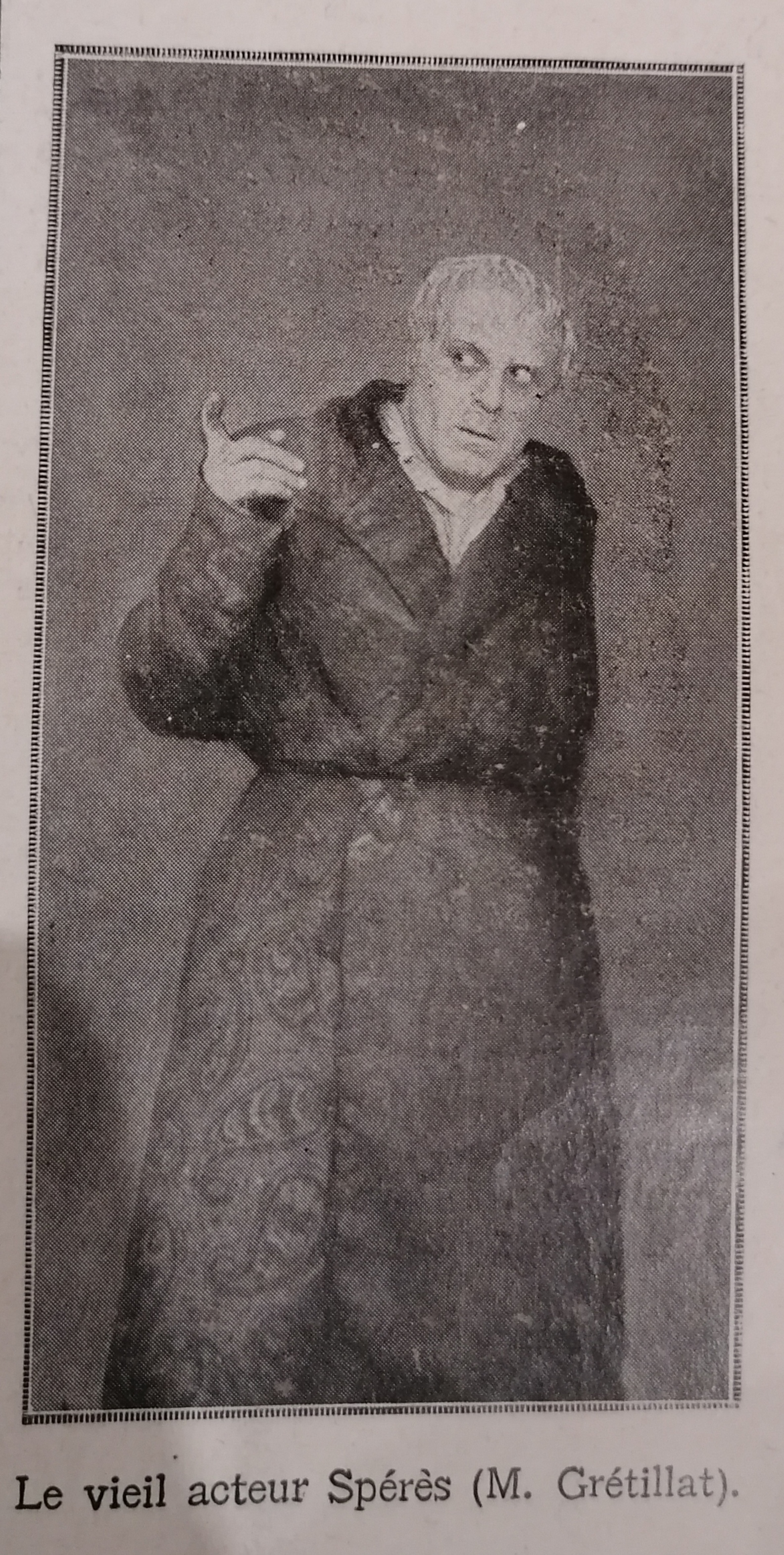

- 1923 : La Gardienne de Pierre Frondaie, Théâtre de la Porte-Saint-Martin
- 1924 : Le Geste de Maurice Donnay et Henri Duvernois, Théâtre de la Renaissance
- 1925 : Madelon de Jean Sarment, mise en scène Émile Bertin, Théâtre de la Porte-Saint-Martin
- 1925 : Seigneur Polichinelle de Miguel Zamacoïs, Théâtre de la Porte-Saint-Martin
- 1929 : Histoires de France de Sacha Guitry, mise en scène de l'auteur, Théâtre Pigalle
- 1932 : Jeanne d'Henri Duvernois, mise en scène Jacques Copeau, Théâtre des Nouveautés
- 1933 : Le Bonheur d'Henry Bernstein, mise en scène de l'auteur, Théâtre du Gymnase
- 1934 : L'École des contribuables de Louis Verneuil et Georges Berr, Théâtre Marigny